# Cortes du royaume de Valence
Pour les articles homonymes, voir Cortes.
Pour pour l'assemblée contemporaine, voir Parlement valencien.
Les Cortes du royaume de Valence (en catalan : Corts del Regne de València ; en espagnol : Cortes del Reino de Valencia) étaient l'assemblée représentative des trois ordres ou bras (en catalan : braços) du royaume de Valence — ecclésiastique, militaire ou noble, et royal — avec le roi, à qui il incombait de les convoquer, ainsi que de fixer le lieu et la date de leur célébration. Initialement, les Corts avaient pour finalité de veiller à la bonne marche du royaume, mais à partir du milieu du XIVe siècle elles eurent pour fonction prioritaire de répondre aux besoins de la monarchie en fonds extraordinaires pour faire face au déficit chronique du trésor royal.
À la différence des Cortes de Castille de l'époque moderne, qui fonctionnaient uniquement comme organe consultatif, celles du royaume de Valence, comme celles de la principauté de Catalogne et celles du royaume d'Aragon étaient un organe normatif, puisque leurs accords avaient force de loi, dans le sens d'un contrat auquel le roi était tenu de se soumettre. Cette conception des relations entre la Couronne et ses vassaux a été appelée « pactisme. »

## Origine
Les Corts trouvent leur origine dans l'ancienne Curia regis (es), la cour du roi, à laquelle assistaient la haute noblesse et le haut clergé qui conseillaient le monarque sur le gouvernement du royaume. La curie royale ordinaire, qui assistait quotidiennement le roi, devint le conseil royal tandis que la curie royale extraordinaire, réunissant tous les nobles et prélats, devint les Cortes, auxquelles assistèrent également les représentants des villes et bourgs royaux. C'est ainsi qu'apparut « la représentation institutionnalisée des trois ordres (estaments) distinctifs de la société médiévale et à son organisation en trois bras (braços) : le militaire ou noble, l'ecclésiastique et le royal. »

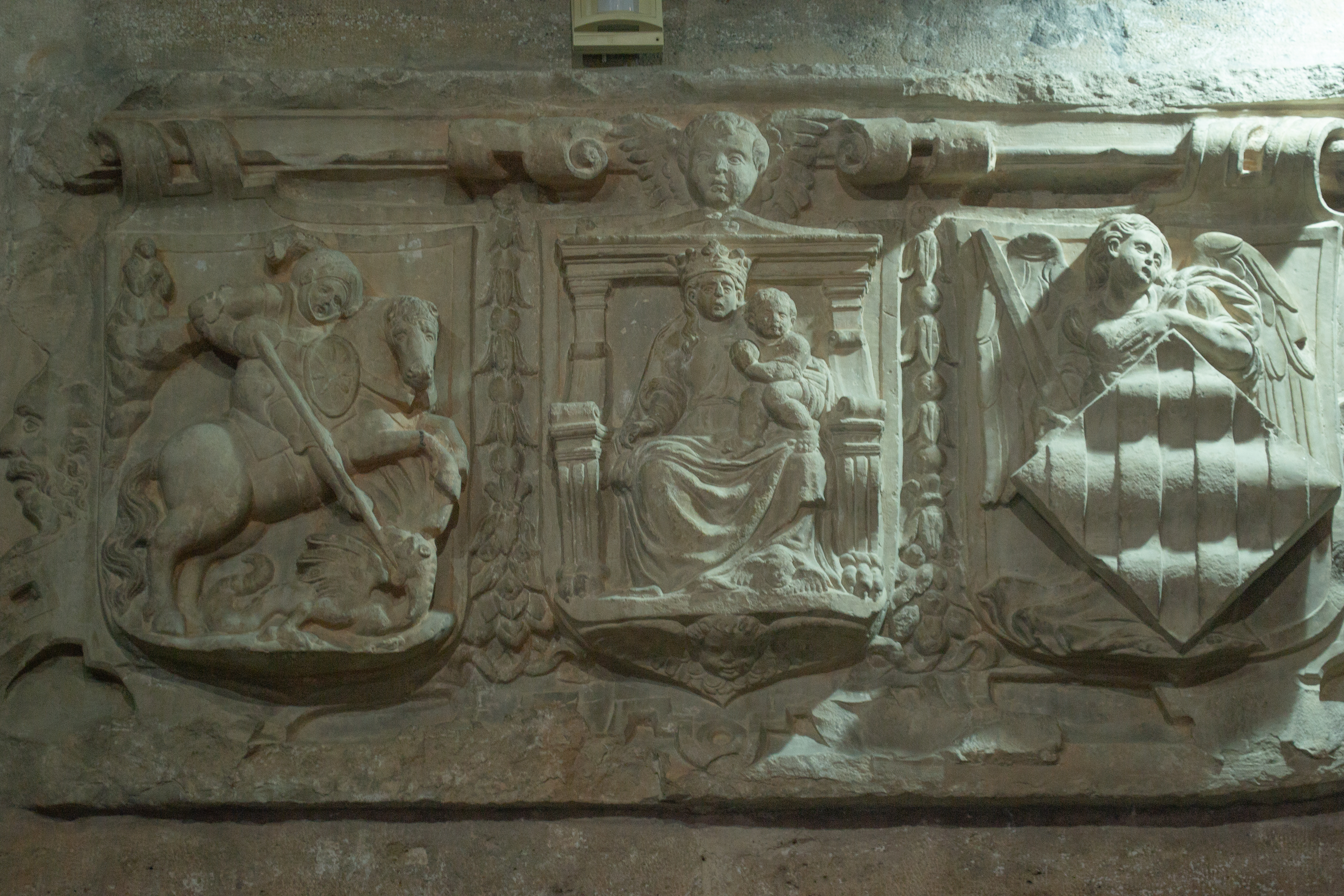
Bas-relief du palais de la Generalitat avec les emblèmes de chacune des trois bras des Cortes. De gauche à droite : Saint Georges, du bras militaire ou noble ; la Vierge Marie tenant l'Enfant, pour l'ecclésiastique ; et l'Ange Gardien avec le blason à quatre barres, du bras royal.

La Couronne avait un intérêt économique et politique dans intégration des représentants des villes et bourgs royaux dans la curia regis extraordinaire : « Les rois avaient confiance dans la capacité économique des villes pour répondre aux besoins financiers de la couronne — raison immédiate des Corts — tandis qu'au même moment le développement politique, et même militaire, de celles-ci déterminait le déplacement de la gestion politico-administrative de la monarchie, reposant jusque-là sur la noblesse et le haut clergé. »
Il n'y a pas de consensus dans l'historiographie au sujet de ce qui devrait être considéré comme la première célébration des Cortes valenciennes. Certains historiens la situent à 1283, mais Antoni Furió la place en 1261, la faisant coïncider avec la réunion par Jacques Ier des trois ordres à Valence pour approuver l'extension à tout le royaume du code juridique de la ville, le Costum, qui serait désormais connu sous le nom de Furs. (les « fors » ; en espagnol : fueros). Son antécédent le plus lointain se situe en 1239, soit un an après la conquête de Valence, lorsqu'une assemblée de nobles, d'évêques et de ciutadans (« citoyens », nom donné à certains secteurs du patriciat urbain) se réunit et approuva le Costum de Valence (es).
Aux Corts de 1261, le roi Jacques Ier établit pour ses successeurs l'obligation de célébrer des Cortes générales à Valence au début de chaque règne, dès leur arrivée dans la ville. Cette règle fut réitérée par d'autres Cortes en 1271, encore sous Jacques Ier, puis par son fils Pierre III le Grand, qui stipula que la convocation des Cortes devrait avoir lieu au cours du premier mois de chaque règne. En 1302, Jacques II établit l'obligation de célébrer des Cortes tous les trois ans. Plus tard, Pierre le Cérémonieux, aux Cortes de Valence en 1336, confirma cette célébration triennale, précisant qu'elle devait avoir lieu le jour de la Toussaint (le 1er novembre).

## Composition
Le nombre de représentants de chaque bras varia au fil du temps. Ceux du bras militaire — composé de nobles et de cavallers i generosos (les membres de la petite noblesse) — augmentèrent jusqu'à dépasser le les 300 au XVIIe siècle. Il en fut de même pour les ecclésiastiques, dont le nombre s'éleva jusqu'à 19, lors des dernières Cortes célébrées, en 1645. Quant à l'ordre royal, le nombre de villes et bourgs royaux assistant aux Cortes fluctua ; le cap i casal (la « tête et maison »), la ville de Valence, capitale du royaume, fut toujours présente, et les villes de Xàtiva, Alzira, Borriana, Morella et Alpuente furent les plus assidues.
C'est aux Cortes de 1329 que fut atteinte la représentation territoriale de l'ensemble du royaume. Bien que la représentation fût généralement significative, les villes et les bourgs royaux les plus importantes n'étaient pas toujours présentes, selon qu'elles étaient plus moins concernées par les sujets abordés. Par exemple, les villes royales suivantes assistèrent aux Cortes de Valence en 1510 : Ademuz, Alicante, Alcoy, Alpuente, Alzira, Biar, Bocairent, Borriana, Caudete, Castellón de la Plana, Castielfabib, Cullera, Llíria, Morella, Ontynient, Orihuela, Penàguila, Peníscola, Valence, La Vila Joyosa, Villa-real, Xàtiva, Jérica et Xixona.

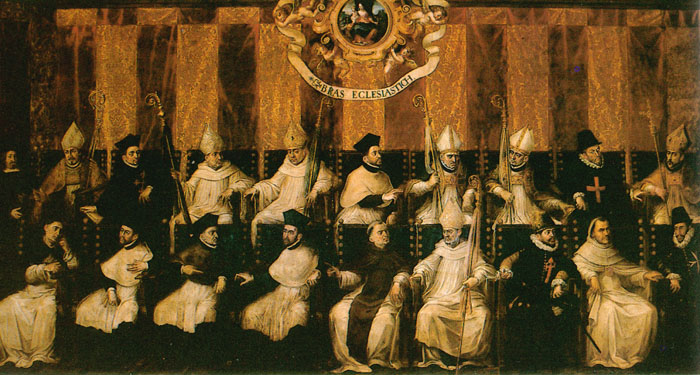
Représentation de l'ordre (braç) ecclésiastique dans la sala de Corts du palais de la Generalité valencienne (peinture de Vicente Requena « le Jeune » (es), 1592-1593).
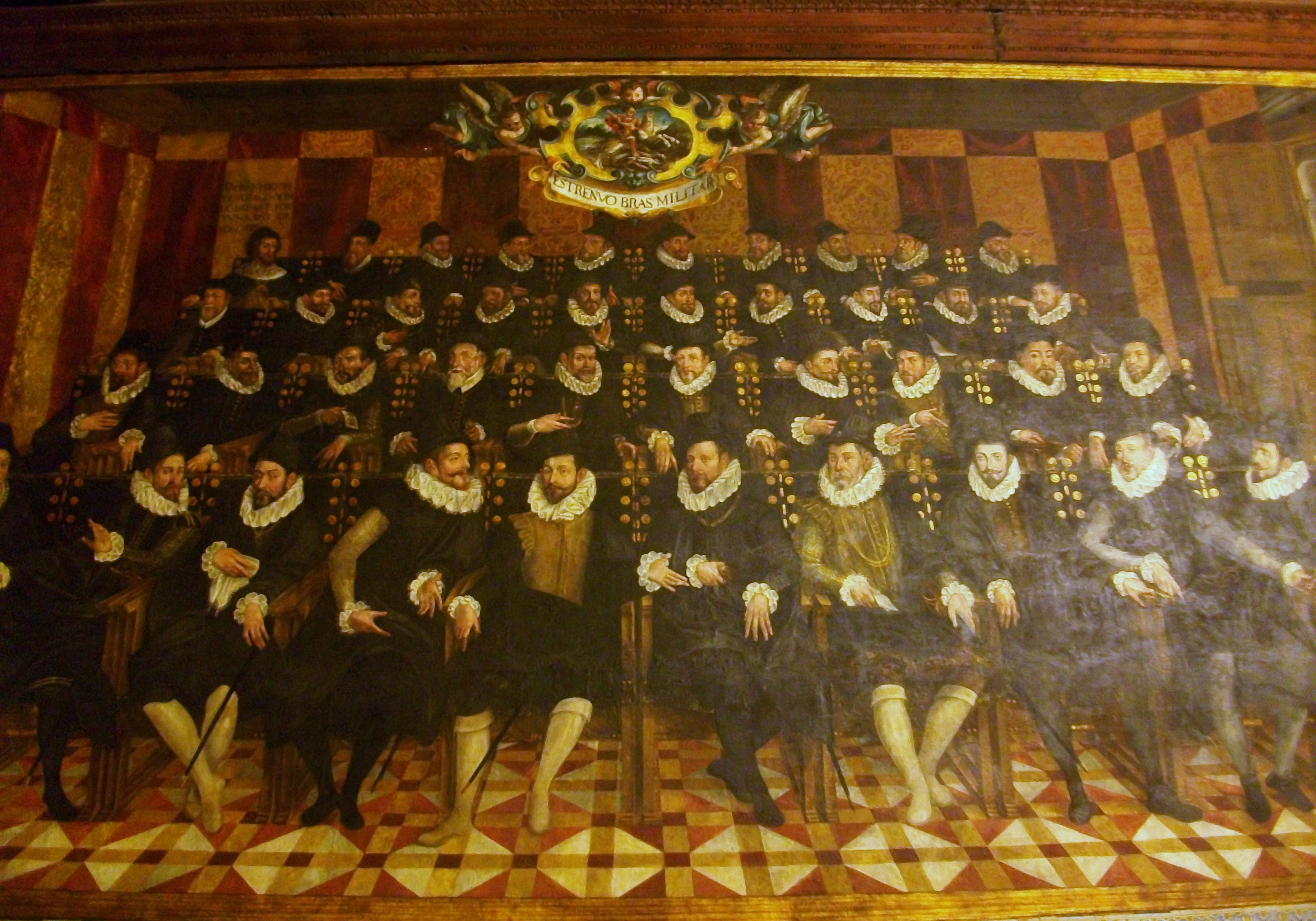
Ordre militaire ou noble (peinture de Francesco Pozzo, 1592).
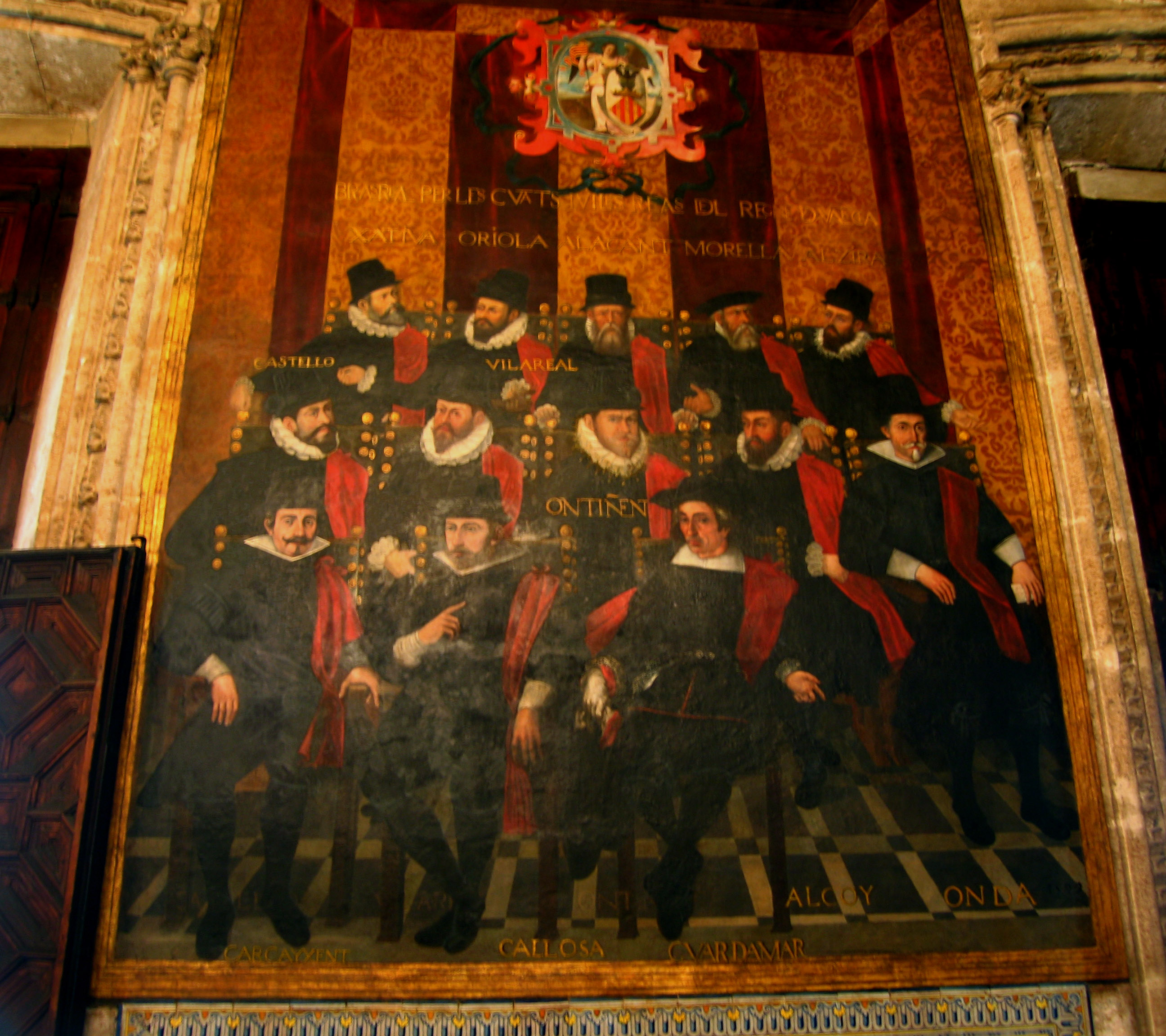
Bourgs et villes de premier ordre de l'ordre royal (peinture de Vicente Mestre (es), 1592).
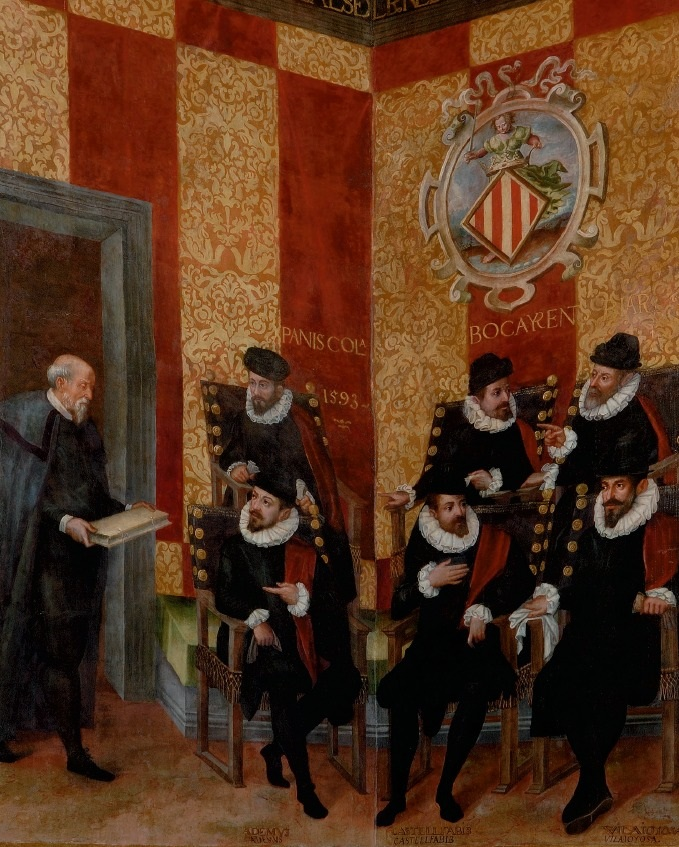
Bourgs de deuxième classe de l'ordre royal (peinture de Lluís Mata et Sebastián Zaidía (es), 1593).
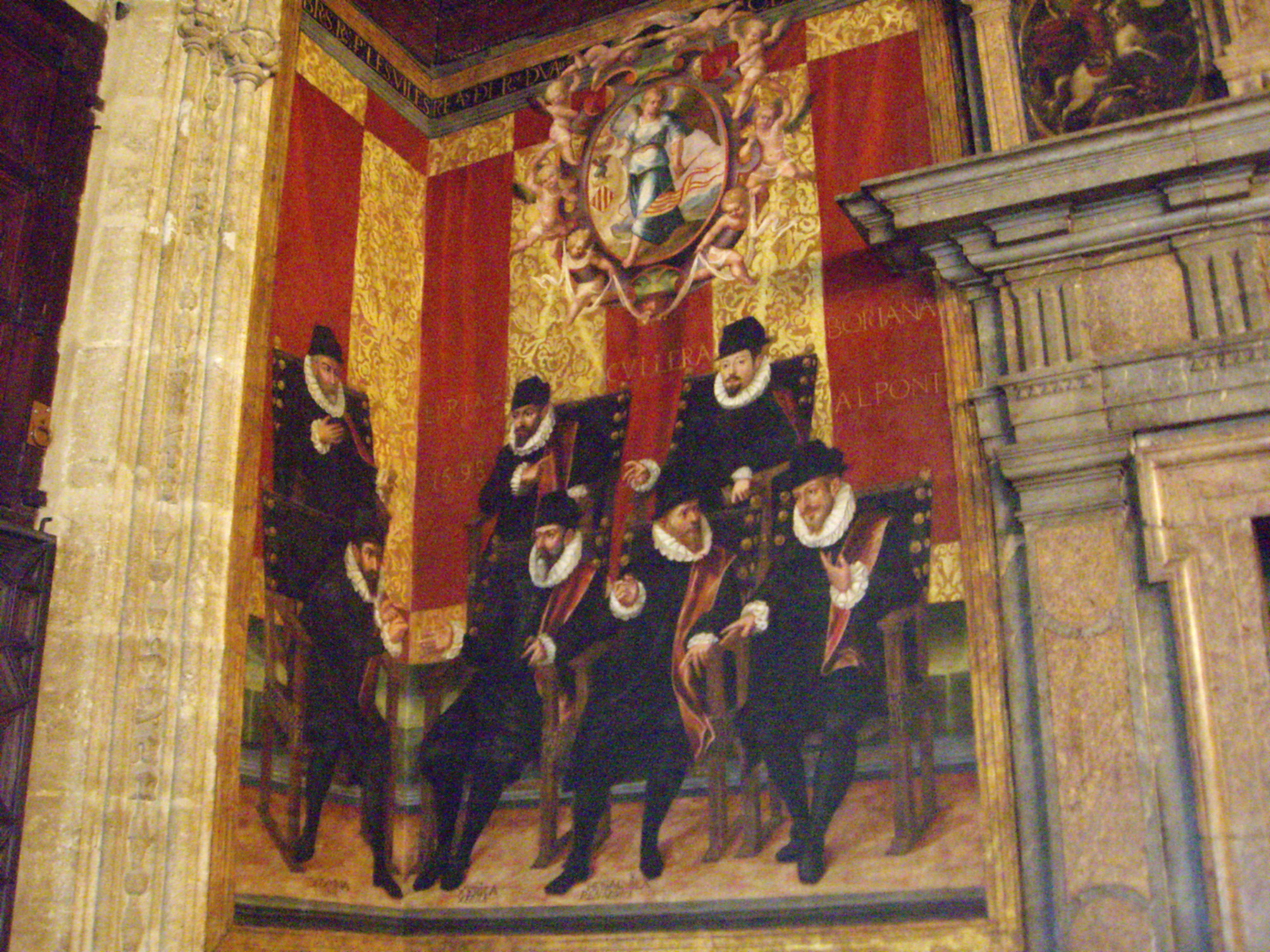
Autres bourgs de deuxième classe de l'ordre royal (peinture de Lluís Mata, 1593).

## Fonctionnement et compétences
Les Corts furent principalement réunies dans la ville de Valence, bien qu'elles se réunissent également à San Mateu, Alzira, Morella ou Morvedre (l'actuelle Sagonte). Lorsque leur célébration coïncidait avec celles des deux autres Cortes de la couronne d'Aragon, celles du Royaume d'Aragon (es) et celles de la principauté de Catalogne, elles étaient toutes réunies à Monzón (dans l'actuelle province de Huesca).
Les Corts commençaient par un discours du roi, dans lequel il exposait la situation du royaume et faisait part de ses exigences aux ordres. Ensuite, chacun d’entre eux nommait des porte-paroles chargés de négocier les accords avec les officiers du roi. Après avoir répondu aux éventuelles réclamations de contrafur — infractions au fors — et entendu les greuges — doléances ou « griefs » — des membres des ordres, avait lieu le vote sur le servei (« service ») ou donatiu (« donatif »), la contribution extraordinaire demandée par le roi. Enfin, les accords législatifs approuvés étaient promulgués : ils constituaient les fors s'ils avaient été approuvés par les trois bras avec le roi, et les actes de cort (« actes de Corte ») s'ils avaient l'appui d'une ou deux bras, avec le roi.
Les Cortes de Valence créèrent en 1418 la Députation du Général du royaume de Valence ou « Généralité », avec une durée des mandats établie à trois ans. Les institutions médiévales valenciennes furent pleinement consolidées au milieu du XVe siècle.

## Les Cortes de Valence sous la monarchie espagnole (XVIeetXVIIesiècles)
Au XVIe siècle, les Cortes du royaume de Valence se réunirent à 9 reprises, toujours à l'occasion de Cortes générales d'Aragon (es) à Monzón, en contradiction avec les dispositions de Furs stipulant qu'elles devaient se tenir tous les trois ans et sur le territoire valencien. Il y eut une réunion en 1510 —à la fin du règne de Ferdinand II le Catholique—, six durant le règne de Charles Ier (1528, 1533, 1537, 1542, 1547 et 1552) et deux sous  Philippe II (1563 et 1585). Selon l'historienne Emilia Salvador, « leur rareté et l'action même de ses composantes, avec une monarchie toujours réticente et des bras peu cohésifs et trop attentifs aux intérêts de l'élite, empêchèrent les Cortes de devenir un solide instrument d'opposition à l'autoritarisme royal. »
Les dernières Corts furent celles de 1645, auxquelles participèrent 19 membres du bras ecclésiastique, plus de cinq-cents du bras militaires ou nobles, et des représentants de 28 villes et bourgs royaux ; l'avis de ceux de la ville de Valence était celui qui avait le plus de poids parmi les membres de cette bras et même dans l'ensemble des Cortes. Après cette date, la Monarchie ne les convoqua plus, car elle obtint désormais de la Junta d'Electes dels Estaments les serveis (« services », impôts extraordinaires, en argent et en hommes pour l'Armée) qu'elle exigeait.
Ainsi, la création de la Junta d'Electes dels Estaments aux Corts de 1645 « consacra de facto la disparition politique des Cortes, puisque désormais ni la couronne n'aurait besoin de les convoquer pour obtenir la contribution militaire du royaume, ni les bras ne devraient y recourir pour dénoncer les contrafurs. »

## Décret de Nueva Planta de 1707: disparition des Cortes
Au cours de la guerre de Succession d'Espagne, Philippe V approuva en juin 1707 le décret de Nueva Planta, qui mit fin aux institutions privatives du royaume de Valence, impliquant la disparition des Cortes et du droit foral valenciens.